# Manuel Anatol
Manuel Anatol Arístegui (* 8. Mai 1903 in Irún; † 17. Mai 1990) war ein spanischer Fußballspieler, der auch die französische Staatsangehörigkeit besaß und für Frankreich international gespielt hat. Außerdem war er auch ein guter Leichtathlet und nahm als solcher 1924 für Spanien an den Olympischen Spielen in Paris teil. Der Journalist und Autor Denis Chaumier bezeichnet ihn als einen „Europäer und Wanderer zwischen zwei Ländern“, der „ein kompletter Athlet [und] einer der besten rechten Verteidiger seiner Epoche“ war.

## Vereinskarriere
| Vereinsstationen                              | von … bis          |
| --------------------------------------------- | ------------------ |
| Real Unión Irún                               | vor 1920–1922      |
| Real Sociedad Gimnástica Española             | 1922/23            |
| Real Unión Irún                               | 1923–1926          |
| Athletic Club Bilbao                          | 1926–1928          |
| Racing Club de France → strittig: Real Madrid | 1928–1932 1929/30? |
| Atlético Madrid                               | 1932/33            |
| Sports Olympiques Montpelliérains             | 1933/34            |
| Racing Club Paris                             | 1934/35            |

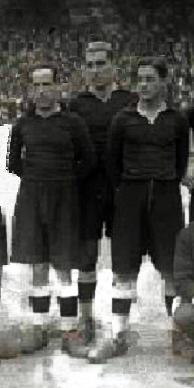
Manuel Anatol (Mitte) 1924 im Dress von Unión Irún

Der Sohn eines an der spanischen Grenze zu Frankreich lebenden französischen Basken spielte als junger Mann zunächst für die Reserve und ab 1920 für die erste Mannschaft von Real Unión Irún Fußball. 1922 begann er sein Ingenieursstudium in Madrid und trug in dieser Zeit den Dress des dortigen Traditionsklubs Gimnástica Española; im folgenden Jahr setzte er seine Ausbildung in Bilbao fort und schloss sich wieder Unión Irún an. Mit dessen Elf gewann der groß gewachsene Spieler nach einem 1:0-Endspielsieg gegen Real Madrid 1924 den spanischen Fußballpokal. In Irúns Mannschaft stand mit dem knapp vier Jahre älteren Kapitän René Petit ein Spieler, dessen Biographie in persönlicher, sportlicher und beruflicher Hinsicht große Ähnlichkeiten mit der Manuel Anatols aufweist. Anatol und Petit, die während ihrer gesamten Spielerkarriere Amateure blieben, wurden in einer Zeit, in der es noch keine ganz Spanien umfassende Liga gab, sowohl 1924 als auch 1926 mit Irún Meister der ostbaskischen Provinz Gipuzkoa. Bis Mitte der 1920er Jahre betätigte Manuel Anatol sich parallel zum Fußball in seinen Vereinen zudem sehr erfolgreich in der Leichtathletik; wohl 1923 wurde er spanischer Meister über 100, 200 und 400 Meter und wurde für die Olympischen Sommerspiele 1924 aufgeboten. Über die 400-m-Distanz schied er dort allerdings in der ersten Runde aus.
Manuel Anatol wollte das regelmäßige Pendeln zwischen seinem Studienort und Irún vermeiden und sich deshalb dem Athletic Club anschließen; die Erlaubnis für diesen Wechsel erhielt er vom Verband im Oktober 1926. Bis Mitte 1927 hat er elf Spiele für Bilbao bestritten, in der Saison 1927/28 jedoch möglicherweise kein einziges, was sich dadurch erklären ließe, dass er in dieser Zeit sein Studium abschloss. Gleich anschließend musste er in Frankreich Wehrdienst leisten und schloss sich dort dem Racing Club de France an, bei dem er bis 1932 blieb.
Während seiner vier Jahre bei Racing gab es auch in Frankreich noch keine landesweite Spielklasse; dafür wurde der Gewinner des französischen Pokalwettbewerbs von der Presse häufig als Landesmeister bezeichnet. 1930 stand Manuel Anatol, der inzwischen auch zum Nationalspieler geworden war (siehe weiter unten), mit dem Hauptstadtklub dicht vor dem Gewinn dieses Titels. Im Endspiel führte Paris, bei dem in der Schlussviertelstunde Stürmer Ozenne für den verletzten Goalkeeper Tassin das Tor hüten musste, bis zwei Minuten vor dem Abpfiff mit 1:0, ehe dem FC Sète doch noch der Ausgleich gelang. In der erforderlichen Verlängerung konnte die Elf um Capelle, Villaplane und Veinante, denen „noch das Halbfinal-Wiederholungsspiel gegen den AC Amiens in den Knochen steckte“, nicht mehr mithalten und unterlag den Südfranzosen mit 1:3. Gut zwei Jahre später kehrte Anatol nach Spanien zurück und spielte in der Saison 1932/33 für Atlético Madrid. Offenbar beabsichtigte er, auch danach in Spanien zu bleiben; jedenfalls hatte er Real Valladolid schon eine mündliche Zusage gegeben. Aber stattdessen wechselte er zum Erstdivisionär SO Montpellier – auch in Frankreich gab es nun eine einheitliche, professionelle Liga –, mit dem er die Spielzeit 1933/34 im Mittelfeld der Tabelle abschloss. Ein Jahr darauf war er wieder in Paris beim Racing Club, für den er in der Saison 1934/35 in 23 der 30 Punktspiele zum Einsatz kam. Diese starke, sehr international besetzte Mannschaft – zu ihr gehörten unter anderem die Österreicher Rudolf Hiden und Gusti Jordan, Raoul Diagne aus Französisch-Guayana und der Engländer Fred Kennedy – beendete die Spielzeit als Tabellendritter.
Anschließend hängte Manuel Anatol seine Fußballstiefel an den Nagel und ließ sich dauerhaft in Frankreich nieder, wo er in führender Stellung für einen Rüstungsbetrieb in der Nähe von Paris arbeitete. Wie er die Jahrzehnte bis zu seinem Tod als 87-Jähriger ansonsten verlebte, ist den verwendeten Quellen nicht zu entnehmen.

## In der Nationalmannschaft
Erstmals im März 1929 bei einem Freundschaftsspiel gegen Portugal stand Manuel Anatol in der französischen A-Nationalmannschaft, und von den folgenden neun Begegnungen bis zum Mai 1930 fehlte er nur in einer einzigen: der 1:8-Schlappe in Saragossa gegen Spanien. Auf die einschließlich der Schiffsreise nach Südamerika sechs Wochen währende Teilnahme an der ersten Weltmeisterschaft in Uruguay musste der Stammspieler aus beruflichen Gründen verzichten. Seine nächsten beiden Länderspiele bestritt er erst im Februar (1:2 gegen die Tschechoslowakei) beziehungsweise März 1931 beim 1:0-Sieg gegen Deutschland, dem ersten offiziellen Länderspiel zwischen den „Erbfeinden“ überhaupt. Bis Mai 1932 folgten noch vier weitere Einsätze für die Bleus, dann wurde er aufgrund seines Vereinswechsels zu Atlético Madrid nicht mehr berücksichtigt, und auch in der anschließenden Saison bei Montpellier hatte er nicht nachweisen können, stärker als das inzwischen beim Auswahlkomitee des französischen Verbands „gesetzte“ Verteidigerpaar Vandooren/Mattler zu sein. Insofern wurde Manuel Anatol auch 1934 nicht in das französische Weltmeisterschaftsaufgebot berufen, in dem sich mit Jacques Mairesse ein weiterer Konkurrent um Anatols ehemaligen Stammplatz befand.
Mitte Dezember 1934 kam er dann doch noch zu seinem 16. Match für Frankreich, das aber trotz positiven Spielausgangs (3:2 gegen Jugoslawien) sein letztes sein sollte: Mitte Januar 1935, zu einem weiteren Spiel gegen die Spanier, war Vandooren wieder fit. Ein Tor hat der Abwehrspieler übrigens im blauen Dress auch erzielt; im März 1930 verwandelte Manuel Anatol einen fulminanten direkten Freistoß aus 40 Metern, der dem Schweizer Nationaltorhüter Charles Pasche nicht den Hauch einer Abwehrchance ließ.

## Palmarès

### Fußball
- Spanischer Pokalsieger 1924
- Französischer Pokalfinalist 1930
- Meister der Provinz Gipuzkoa/Guipúzcoa: 1921, 1922, 1924 und 1926
- 16 A-Länderspiele für Frankreich, ein Treffer

### Leichtathletik
- Olympiateilnehmer 1924
- Spanischer Meister über 100, 200 und 400 m (vermutlich) 1923